# Морской (остров)
Морско́й — остров архипелага Северная Земля. Административно входит в Таймырский Долгано-Ненецкий район Красноярского края.

## Расположение
Расположен у восточного берега острова Большевик, севернее его мыса Замыкающий в море Лаптевых. Западнее находится остров Близкий, он более крупный чем Морской. Между этими тремя островами простирается бухта Неудач, с впадающей рекой Неожиданной.

## Описание
Остров Морской вытянут с северо-востока на юго-запад. Высшая точка — 7 метров, на ней обустроен геодезический пункт. Местность равнинная. Климат арктический. У юго-западного окончания в море расположены несколько безымянных скал.

## Топографические карты
- Лист карты T-48-VII,VIII,IX залив Ахматова. Масштаб: 1 : 200 000. Состояние местности на 1982 год. Издание 1988 г.